# Carl Damm (Politiker, 1857)
Carl Adam Damm (* 15. November 1857 in Friedberg; † 4. Mai 1926 ebenda) war ein hessischer liberaler Politiker (DFP, FVP und DDP) und ehemaliger Abgeordneter der 2. Kammer der Landstände des Großherzogtums Hessen und des Landtags des Volksstaates Hessen in der Weimarer Republik.

## Leben
Carl Damm war der Sohn des Spezereihändlers Adam Damm und dessen Frau Anna Josepha, geborene Specht. Er war mit Maria, geborene Ulrich verheiratet. Er gründete eine Buchdruckerei und die Neue Friedberger Zeitung.
In der 32. bis 36. Wahlperiode (1902–1918) war Carl Damm Abgeordneter der zweiten Kammer der Landstände des Großherzogtums Hessen. In den Landständen vertrat er in der 32. bis 34. Wahlperiode den Wahlbezirk Stadt Friedberg und danach den Wahlbezirk Oberhessen 17. Nach der Novemberrevolution gehörte er für die DDP 1919 bis 1921 dem Landtag des Volksstaates Hessen an.
1889 wurde er Stadtverordneter, 1901 Beigeordneter der Stadt Friedberg. 1891 wurde er Vorsitzender der Ortskrankenkasse Friedberg.

## Ehrungen
Die Carl-Damm-Straße in Friedberg ist nach ihm benannt.